# Nakijin
Nakijin (今帰仁村?) è un villaggio giapponese della prefettura di Okinawa.